# Mustafa Cerić
Mustafa Cerić (Visoko (Bosnië), 5 februari 1952) is een Bosnische imam. Hij was van 1993 tot september 2012 de grootmoefti van Bosnië en Herzegovina. In de Bosnische presidentsverkiezingen van 2014 stelde hij zichzelf verkiesbaar. Hij spreekt vloeiend Bosnisch, Engels en Arabisch, en bezit kennis over Turks, Duits en Frans. Cerić is getrouwd en heeft twee dochters en een zoon.

## Vroege leven
Cerić studeerde af aan de madrassa in Sarajevo en ontving een beurs voor de Al-Azhar Universiteit in Caïro, Egypte. Hij keerde na zijn studie terug naar Joegoslavië, waar hij imam werd. In 1981 accepteerde hij de positie van imam op het Islamitische Cultureel Centrum van Groot Chicago (ICC) in Northbrook (Illinois) en woonde voor meerder jaren in de Verenigde Staten. Tijdens zijn tijd in de Verenigde Staten leerde hij Engels en behaalde hij een Ph.D. in Islamologie aan de Universiteit van Chicago. Na zijn studie verliet hij de ICC en keerde terug naar Joegoslavië en werd opnieuw imam in een leercentrum in Zagreb in 1987. Hij werd officieel grootmoefti van Bosnië en Herzegovina in 1999, ook al leidde hij de islamitische gemeenschap al sinds 1993, een feit dat de controverse heeft aangewakkerd tijdens zijn herverkiezing.

## Onderscheidingen
Hij was de co-ontvanger van de, door UNESCO uitgegeven, Félix Houphouët-Boigny-Vredesprijs en de ontvanger van de jaarlijkse Internationale Raad van Christenen en Joden Sternbergonderscheiding, voor "voor uitzonderlijke bijdrage aan interreligieus begrip." Daarnaast ontving hij ook de 2007 Theodor-Heuss-Stiftung onderscheiding voor zijn bijdrage aan de verspreiding en versterking van democratie. In 2007 werd hij benoemd tot winnaar van de Lifetime Achievement Award van de Association of Muslim Social Scientists Groot-Brittannië "als erkenning voor zijn onderscheidende bijdragen aan een beter begrip tussen geloven, voor het bevorderen van een klimaat van respect en vreedzame co-existentie, en een bredere erkenning van de plaats van het geloof in Europa en het Westen." Hij is ook een ontvanger van de in 2008 uitgegeven Eugen Biser Foundation Award voor zijn inzet bij het bevorderen van begrip en vrede tussen de islamitische en christelijke gedachten. In 2008 accepteerde hij de uitnodiging van Tony Blair om in de raad te stappen van de Tony Blair Faith Foundation.